# Josué de Castro
Josué Apolônio de Castro (Recife, 5 de setembro de 1908 — Paris, 24 de setembro de 1973) foi um médico, nutrólogo, professor, geógrafo, cientista social, político, escritor e ativista brasileiro do combate à fome. Destacou-se no cenário brasileiro e internacional não só pelos seus trabalhos ecológicos sobre o problema da fome no mundo, mas também no plano político em vários organismos internacionais.
Partindo de sua experiência pessoal no nordeste brasileiro, publicou uma extensa obra que inclui: Geografia da Fome, Geopolítica da Fome, Sete Palmos de Terra e um Caixão e Homens e Caranguejos. Exerceu a presidência do conselho executivo da Organização das Nações Unidas para Agricultura e Alimentação (FAO), e foi também embaixador brasileiro junto à Organização das Nações Unidas (ONU).
Recebeu da Academia de Ciências Políticas dos Estados Unidos o Prêmio Franklin D. Roosevelt. O Conselho Mundial da Paz lhe ofereceu o Prêmio Internacional da Paz e o governo francês o condecorou como Oficial da Legião de Honra. Foi ainda indicado ao Nobel da Paz nos anos de 1953, 1963, 1964, 1965 e 1970.
Logo após o Golpe de Estado de 1964, teve seus direitos políticos suspensos pela ditadura militar brasileira.

## Biografia

### 1908–1929
Josué Apolônio de Castro nasceu no dia 5 de setembro de 1908, no Recife, capital do estado de Pernambuco. Seu pai veio de Cabaceiras, na Paraíba, durante a grande seca de 1877. Sua mãe, da região da zona da mata pernambucana. O menino mulato cresceu bem próximo aos mangues da cidade, região de mocambos, habitada por retirantes e caranguejos.
Aos 20 anos formou-se na Faculdade de Medicina da Universidade do Rio de Janeiro, atual UFRJ.

### 1930–1945
Apesar do interesse inicial pela psiquiatria, resolveu fazer nutrição e abriu sua clínica no Recife. Na mesma época, contratado por uma fábrica para examinar trabalhadores com problemas de saúde indefinidos e acusados de indolência, diagnosticou: “sei o que meus clientes têm. Mas não posso curá-los porque sou médico e não diretor daqui. A doença desta gente é fome”. Logo foi demitido da fábrica. Vislumbrou então a dimensão social da doença, ocultada por preconceitos raciais e climáticos.
Efetuou um inquérito pioneiro no Brasil, relacionando a produtividade com a alimentação do trabalhador, uma das bases para a posterior formulação do salário mínimo, e passou a chefiar uma comissão de estudos das condições de vida dos operários brasileiros. Como professor, lecionava fisiologia e geografia humana.
Casado com sua ex-aluna Glauce, mudou-se para o Rio de Janeiro em 1935. Após um período de dificuldades, passou a ensinar antropologia na Universidade do Distrito Federal. Recorreu ao método geográfico para apresentar o mapa das regiões alimentares em A alimentação brasileira à luz da Geografia Humana. Entre outros contos, crônicas, ensaios, estudos sociais e biológicos, publicou O ciclo do caranguejo, conto sobre os mangues de sua cidade natal.
A partir de 1940, participou de todos os projetos governamentais ligados à alimentação, coordenando a implantação dos primeiros restaurantes populares, dirigindo as pesquisas do Instituto de Tecnologia Alimentar e colaborando para a execução de várias políticas públicas, como a educação alimentar. Sob sua direção foi lançado o periódico Arquivos Brasileiros de Nutrologia.

### 1946–1963
O ano de 1946 foi marcado pela publicação de Geografia da fome. Obra clássica da ciência brasileira, o livro buscou tirar da obscuridade o quadro trágico da fome no país. Enfatizou as origens socioeconômicas da tragédia e denunciou as explicações deterministas que naturalizavam este quadro.
No mesmo ano, foi o fundador e primeiro diretor do Instituto de Nutrição da Universidade do Brasil. Efetivou-se como professor de Geografia Humana em 1947, na Universidade do Brasil (atual UFRJ). A Conferência da FAO de 1948 registrou o início de sua participação neste órgão internacional.
Geopolítica da fome, livro publicado em 1951, concebido como uma extensão da Geografia da fome, tornou-se um marco histórico e político nas questões de alimentação e população. Os princípios ecológicos e geográficos foram desta vez utilizados na escala da fome mundial. Posicionou-se contra as interpretações demográficas que entendiam a fome como consequência de excesso populacional e prescreviam um controle de natalidade de massa. Cuidou de “desnaturalizar” a fome mais uma vez e demonstrou os vários fatores biológicos, geográficos, culturais e políticos pelos quais a fome gera a superpopulação.
Respeitado internacionalmente, foi eleito, por representantes de setenta países, Presidente do Conselho Executivo da FAO, cargo que exerceu entre 1952 e 1956. Enfrentou forte oposição dos países desenvolvidos à execução de projetos voltados para o desenvolvimento do terceiro mundo e não deixou de expressar sua frustração com a “ação tímida e vacilante” da agência das Nações Unidas, apesar da alta qualificação de seus experts e técnicos.
Exerceu dois mandatos como deputado federal eleito pelo antigo PTB, representando o Estado de Pernambuco. Entre diversos projetos ligados a questões agrárias, educacionais, culturais e econômicas, apresentou o de regulamentação da profissão de nutricionista, que dispõe sobre o ensino superior de Nutrição e o projeto para a reforma agrária, entendida como “um processo de revisão das relações jurídicas e econômicas entre os que detêm a propriedade rural e os que nela trabalham”. Com seus pronunciamentos, deixou registrados relevantes acontecimentos históricos, assim como a defesa contra abusos da imprensa quando, em várias ocasiões, dá vazão a interesses subservientes.
Em 1963, tornou-se Embaixador brasileiro junto à sede europeia da Organização das Nações Unidas, em Genebra. Era então uma personalidade de projeção internacional, convidado por reis e chefes de Estado, capaz de atrair uma plateia de 3 500 pessoas na cidade de Rouen, interior da França.

### 1964–1973
Com o Golpe de Estado de 1964, foi destituído do cargo de embaixador-chefe em Genebra e seus direitos políticos foram suspensos pela ditadura militar brasileira em seu primeiro Ato Institucional.
No exílio, sentiu agudamente a falta do Brasil. Impedido de voltar ao país, aceitou asilar-se na cidade de Paris, onde procurou dar prosseguimento a suas atividades.
Fundou e dirigiu o Centro Internacional para o Desenvolvimento, além de ter presidido a Associação Médica Internacional para o Estudo das Condições de Vida e Saúde. Foi designado professor estrangeiro associado ao Centro Universitário de Vincennes (Universidade de Paris VIII), onde trabalhou até sua morte.
Morreu em Paris, no dia 24 de setembro de 1973. Seu corpo foi enterrado no cemitério de São João Batista no Rio de Janeiro.

## Obras
Referências
- O Problema Fisiológico da Alimentação no Brasil. Recife: Ed. Imprensa Industrial, 1932.
- O Problema da Alimentação no Brasil. Rio de Janeiro: Companhia Editora Nacional, 1933.
- Condições de Vida das Classes Operárias do Recife. Recife: Departamento de Saúde Pública, 1935.
- Alimentação e Raça. Rio de Janeiro: Civilização Brasileira, 1935.
- Therapeutica Dietética do Diabete. In: Diabete. Livraria do Globo, Porto Alegre, 1936. p. 271-294.
- Documentário do Nordeste. Rio de Janeiro: José Olympio, 1937.
- A Alimentação Brasileira à Luz da Geografia Humana. Rio de Janeiro: Livraria do Globo, 1937.
- Festa das Letras. Co-autoria de Cecília Meireles. Rio de Janeiro: Livraria Globo, 1937.
- Fisiologia dos Tabus. Rio de Janeiro: Ed. Nestlé, 1939.
- Geografia Humana. Rio de Janeiro: Livraria do Globo, 1939.
- Alimentazione e Acclimatazione Umana nel Tropici. Milão, 1939.
- Geografia da Fome: A Fome no Brasil. Rio de Janeiro: O Cruzeiro, 1946.
- La Alimentación en los Tropicos. México: Fondo de Cultura, 1946.
- Fatores de Localização da Cidade do Recife. Rio de Janeiro: Ed. Imprensa Nacional, 1947.
- Geopolítica da Fome. Rio de Janeiro: Casa do Estudante do Brasil, 1951.
- A Cidade do Recife – Um ensaio de Geografia Urbana. Rio de Janeiro: Casa do Estudante do Brasil, 1956. Reedição de Fatores de Localização da Cidade do Recife.
- Três Personagens. Rio de Janeiro: Casa do Estudante do Brasil, 1955.
- O Livro Negro da Fome. São Paulo: Brasiliense, 1957.
- Ensaios de Geografia Humana. São Paulo: Brasiliense, 1957.
- Ensaios de Biologia Social. São Paulo: Brasiliense, 1957.
- Sete Palmos de Terra e um Caixão. São Paulo: Brasiliense, 1965.
- Ensayos sobre el Sub-Desarrollo. Buenos Aires: Siglo Veinte, 1965.
- ¿Adonde va la América Latina?. Lima: Latino Americana, 1966.
- Homens e Caranguejos. Porto: Ed. Brasília, 1967.
- A Explosão Demográfica e a Fome no Mundo. Lisboa: ltaú, 1968.
- El Hambre - Problema Universal. Buenos Aires: La Pléyade, 1969.
- Latin American Radicalism. Edited by Irving Horowitz, Josué de Castro and John Gerassi. New York: Vintage Books, 1969. Coletânea organizada por Irving Horowitz, Josué de Castro e John Gerassi.
- A Estratégia do Desenvolvimento. Lisboa: Cadernos Seara Nova, 1971.
- Mensajes. Bogotá: Colibri, 1980.
- Fome: um Tema Proibido - últimos escritos de Josué de Castro. Anna Maria de Castro (org.). Rio de Janeiro: Civilização Brasileira, 2003.

## Honrarias e homenagens
- Prêmio Pandiá Calógeras, em 1937.
- Prêmio José Veríssimo, da Academia Brasileira de Letras, pelo livro Geografia da fome, em 1946.
- Professor Honoris-Causa da Universidade de San Domingos, na República Dominicana, em 1950.
- Professor Honoris-Causa da Universidade de San Marcos, no Peru, em 1950.
- Prêmio Franklin D. Roosevelt, da Academia de Ciências Políticas dos Estados Unidos, pelo livro Geopolítica da fome, em 1952.
- Grande Medalha da Cidade de Paris, em 1953.
- Prêmio Internacional da Paz, do Conselho Mundial da Paz, em 1954.
- Oficial da Legião de Honra da França, em 1955.
- Foi indicado para o prêmio Nobel da Paz nos anos de 1953, 1963, 1964, 1965 e 1970.

Póstumos:
- O Instituto de Nutrição da UFRJ, fundado por ele, passou a chamar-se Instituto de Nutrição Josué de Castro, em 1996.[24]
- Doutor Honoris-Causa in memoriam pela Universidade Federal do Rio de Janeiro, em 2003.
- Patrono do Conselho Nacional de Segurança Alimentar e Nutricional (Consea).
- Grã-Cruz in memoriam da Ordem de Rio Branco, admitido pelo presidente Luiz Inácio Lula da Silva em 2005.[25]
- Grã-Cruz in memoriam da Ordem do Mérito Cultural, do Ministério da Cultura, em 2006.[26]